# Renato 38tao
Renato Amoedo ou Renato 38tao (Salvador, data nascimento incerta) é um Blogueiro, Escritor do livro "Bitcoin Red phil", possui formação em Direito na Universidade Federal da Bahia com aproveitamento extraordinário e Engenharia de produção, Pós-graduação empresarial no Universidade Presbiteriana Mackenzie 
Ficou conhecido nas redes sociais por suas opiniões polêmicas em Podcast Brasileiros e portugueses como o Flow Podcast, o ponto marcante em torno da personalidade de Renato Amoedo é sua forte crença na moeda Bitcoin recomendando o investimento as pessoas como forma de "soberania financeira" e promovendo encontros com adeptos da moeda por todo o país 
1. ↑  «Quem é Renato "Trezoitão", o policial que virou o rei dos podcasts da direita no Brasil». www.gazetadopovo.com.br. Consultado em 18 de agosto de 2025
2. ↑  «Renato Amoedo». videeditorial.com.br. Consultado em 18 de agosto de 2025
3. ↑  «Quem é Renato "Trezoitão", o policial que virou o rei dos podcasts da direita no Brasil». www.gazetadopovo.com.br. Consultado em 18 de agosto de 2025